# Lijst van animatiefilms van Pixar
Dit is een lijst van films van Pixar, een Amerikaanse CGI-filmstudio die ongeveer een film per jaar uitbrengt. De eerste film, Toy Story, kwam uit in 1995. De tweede, A Bug's Life, kwam uit in 1998, gevolgd door Toy Story 2 in 1999.

## Films
| Nr. | Film                | Première         | Regisseur(s)                  | Coregisseur(s)                | Schrijver(s)                                                            | Schrijver(s)                                           | Producent(en)                          | Uitvoerend producent(en)                                 | Editor(s)                                | Componist(en)               |
| Nr. | Film                | Première         | Regisseur(s)                  | Coregisseur(s)                | Screenplay                                                              | Verhaal                                                | Producent(en)                          | Uitvoerend producent(en)                                 | Editor(s)                                | Componist(en)               |
| --- | ------------------- | ---------------- | ----------------------------- | ----------------------------- | ----------------------------------------------------------------------- | ------------------------------------------------------ | -------------------------------------- | -------------------------------------------------------- | ---------------------------------------- | --------------------------- |
| 1   | Toy Story           | 22 november 1995 | John Lasseter                 |                               | Joel Cohen, Alec Sokolow, Andrew Stanton & Joss Whedon                  | Pete Docter, Lasseter, Joe Ranft & Stanton             | Bonnie Arnold & Ralph Guggenheim       | Edwin Catmull & Steve Jobs                               | Robert Gordon & Lee Unkrich              | Randy Newman                |
| 2   | A Bug's Life        | 25 november 1998 | John Lasseter                 | Andrew Stanton                | Donald McEnery, Bob Shaw & Stanton                                      | Lasseter, Joe Ranft & Stanton                          | Darla K. Anderson & Kevin Reher        |                                                          | Lee Unkrich                              | Randy Newman                |
| 3   | Toy Story 2         | 24 november 1999 | John Lasseter                 | Ash Brannon & Lee Unkrich     | Doug Chamberlin, Rita Hsiao, Andrew Stanton & Chris Webb                | Brannon, Pete Docter, Lasseter & Stanton               | Karen Robert Jackson & Helene Plotkin  | Sarah McArthur                                           | Edie Bleiman, David Ian Salter & Unkrich | Randy Newman                |
| 4   | Monsters, Inc.      | 2 november 2001  | Pete Docter                   | David Silverman & Lee Unkrich | Dan Gerson & Andrew Stanton                                             | Jill Culton, Docter, Ralph Eggleston & Jeff Pidgeon    | Darla K. Anderson                      | John Lasseter & Stanton                                  | Robert Grahamjones & Jim Stewart         | Randy Newman                |
| 5   | Finding Nemo        | 30 mei 2003      | Andrew Stanton                | Lee Unkrich                   | Stanton                                                                 | Bob Peterson, David Reynolds & Stanton                 | Graham Walters                         | John Lasseter                                            | David Ian Salter                         | Thomas Newman               |
| 6   | The Incredibles     | 5 november 2004  | Brad Bird                     |                               | Bird                                                                    | Bird                                                   | John Walker                            | John Lasseter                                            | Stephen Schaffer                         | Michael Giacchino           |
| 7   | Cars                | 9 juni 2006      | John Lasseter                 | Joe Ranft                     | Dan Fogelman, Jorgen Klubien, Lasseter, Phil Lorin, Kiel Murray & Ranft | Lasseter, Klubien & Ranft                              | Darla K. Anderson                      |                                                          | Ken Schretzmann                          | Randy Newman                |
| 8   | Ratatouille         | 29 juni 2007     | Brad Bird                     | Jan Pinkava                   | Bird                                                                    | Bird, Jim Capobianco & Pinkava                         | Brad Lewis                             | John Lasseter & Andrew Stanton                           | Darren T. Holmes & Stan Webb             | Michael Giacchino           |
| 9   | WALL-E              | 27 juni 2008     | Andrew Stanton                |                               | Jim Reardon & Stanton                                                   | Pete Docter & Stanton                                  | Jim Morris                             | John Lasseter                                            | Stephen Schaffer                         | Thomas Newman               |
| 10  | Up                  | 29 mei 2009      | Pete Docter                   | Bob Peterson                  | Docter & Peterson                                                       | Docter, Tom McCarthy & Peterson                        | Jonas Rivera                           | John Lasseter & Andrew Stanton                           | Kevin Nolting                            | Michael Giacchino           |
| 11  | Toy Story 3         | 21 juni 2010     | Lee Unkrich                   |                               | Michael Arndt                                                           | John Lasseter, Andrew Stanton & Unkrich                | Darla K. Anderson                      | Lasseter                                                 | Ken Schretzmann                          | Randy Newman                |
| 12  | Cars 2              | 24 juni 2011     | John Lasseter                 | Brad Lewis                    | Ben Queen                                                               | Dan Fogelman, Lasseter & Lewis                         | Denise Ream                            |                                                          | Stephen Schaffer                         | Michael Giacchino           |
| 13  | Brave               | 22 juni 2012     | Mark Andrews & Brenda Chapman | Steve Purcell                 | Andrews, Chapman, Irene Mecchi & Purcell                                | Chapman                                                | Katherine Sarafian                     | Pete Docter, John Lasseter & Andrew Stanton              | Nicholas C. Smith                        | Patrick Doyle               |
| 14  | Monsters University | 21 juni 2013     | Dan Scanlon                   |                               | Robert L. Baird, Dan Gerson & Scanlon                                   | Robert L. Baird, Dan Gerson & Scanlon                  | Kori Rae                               | Pete Docter, John Lasseter, Andrew Stanton & Lee Unkrich | Greg Snyder                              | Randy Newman                |
| 15  | Inside Out          | 19 juni 2015     | Pete Docter                   | Ronnie del Carmen             | Josh Cooley, Docter & Meg LeFauve                                       | del Carmen & Docter                                    | Jonas Rivera                           | John Lasseter & Andrew Stanton                           | Kevin Nolting                            | Michael Giacchino           |
| 16  | The Good Dinosaur   | 25 november 2015 | Peter Sohn                    |                               | Meg LeFauve                                                             | Erik Benson, LeFauve, Kelsey Mann, Bob Peterson & Sohn | Denise Ream                            | John Lasseter, Andrew Stanton & Lee Unkrich              | Stephen Schaffer                         | Mychael & Jeff Danna        |
| 17  | Finding Dory        | 17 juni 2016     | Andrew Stanton                | Angus MacLane                 | Stanton & Victoria Strouse                                              | Stanton                                                | Lindsey Collins                        | John Lasseter                                            | Axel Geddes                              | Thomas Newman               |
| 18  | Cars 3              | 16 juni 2017     | Brian Fee                     |                               | Kiel Murray, Bob Peterson & Mike Rich                                   | Fee, Ben Queen, Eyal Podell & Jonathon E. Stewart      | Kevin Reher                            | John Lasseter                                            | Jason Hudak                              | Randy Newman                |
| 19  | Coco                | 22 november 2017 | Lee Unkrich                   | Adrian Molina                 | Matthew Aldrich & Molina                                                | Aldrich, Jason Katz, Molina & Unkrich                  | Darla K. Anderson                      | John Lasseter                                            | Steve Bloom                              | Michael Giacchino           |
| 20  | Incredibles 2       | 15 juni 2018     | Brad Bird                     |                               | Bird                                                                    | Bird                                                   | John Walker & Nicole Paradis Grindle   | John Lasseter                                            | Stephen Schaffer                         | Michael Giacchino           |
| 21  | Toy Story 4         | 21 juni 2019     | Josh Cooley                   |                               | Stephany Folsom & Andrew Stanton                                        |                                                        | Jonas Rivera & Mark Nielsen            | Pete Docter, Stanton & Lee Unkrich                       | Axel Geddes                              | Randy Newman                |
| 22  | Onward              | 6 maart 2020     | Dan Scanlon                   |                               | C.S. Anderson & Scanlon                                                 | Scanlon                                                | Kori Rae                               | Pete Docter                                              |                                          | Mychael & Jeff Danna        |
| 23  | Soul                | 25 december 2020 | Pete Doctor                   | Kemp Powers                   | Pete Doctor, Mike Jones & Kemp Powers                                   | Pete Doctor, Mike Jones & Kemp Powers                  | Kiri Hart                              | Dan Scanlon                                              | Kevin Nolting                            | Trent Reznor & Atticus Ross |
| 24  | Luca                | 19 juni 2021     | Enrico Casarosa               |                               | Jesse Andrews & Mike Jones                                              | Enrico Casarosa & Simon Stephenson                     | Andrea Warren                          | Pete Docter, Kiri Hart & Peter Sohn                      | Catherine Apple & Jason Hudak            | Dan Romer                   |
| 25  | Turning Red         | 11 maart 2022    | Domee Shi                     |                               | Domee Shi & Julia Cho                                                   | Domee Shi & Julia Cho                                  | Lindsey Collins                        |                                                          | Nicholas C. Smith & Jason Hudak          | Ludwig Göransson            |
| 26  | Lightyear           | 17 juni 2022     | Angus MacLane                 |                               | Jason Headley & Angus MacLane                                           |                                                        | Galyn Susman                           |                                                          | Anthony J. Greenberg                     | Michael Giacchino           |
| 27  | Elemental           | 16 juni 2023     | Peter Sohn                    |                               | Hoberg, Hsueh & Likkel                                                  | John Hoberg, Brenda Hsueh, Kat Likkel & Sohn           | Denise Ream                            |                                                          |                                          | Thomas Newman               |
| 28  | Inside Out 2        | 14 juni 2024     | Kelsey Mann                   |                               | Meg LeFauve, Dave Holstein & Mann                                       | Mark Nielsen, Magdiela Hermida Duhamel                 | Pete Docter, Jonas Rivera, Dan Scanlon | Maurissa Horwitz                                         | Andrea Datzman                           |                             |